# 維克托法哈多省
維克托法哈多省（西班牙語：Provincia de Víctor Fajardo），是秘魯的省份，位於該國中南部阿亞庫喬大區，首府是萬卡皮，始建於1910年11月14日，海拔高度3,102米，面積2,260平方公里，2007年人口25,411，人口密度每平方公里11.24人。